# 安達巌 (食物史家)
安達 巌（あだち いわお、1906年 - 2002年）は、日本の食品業者、食物史家、古代史家。

## 生涯
島根県松江市郊外の農家に生まれる。旧制中学校を中退して大阪に出、さらに東京に移って農民運動、社会運動、協同組合運動で活動する。
戦後は製パン業を始め、あけぼのパン常務、中村屋顧問、業界団体の幹部をへて著述業。ニューフード政策研究会代表幹事。日本人の食生活についての評論、食物史から、古代史まで多くの著作をなした。

## 著書
国民運動
- 『国民運動の再出発』霞ケ関書房 1940
- 『新体制と全体主義 日独伊支新体制運動の研究』新興亜社 1940
- 『商人の矜持と倫理』創造 1976

パンを中心とした食物
- 『日本パン経済図説』パンニュース社 1964
- 『パンと日本人 主食革命のあゆみ』日本経済新聞社 日経新書 1965
- 『ぱん由来記』東京書房社 1969
- 『たべもの伝来史 縄文から現代まで』柴田書店 1975
- 『日本の食物史 大陸食物文化伝来のあとを追って』同文書院 おはなし食物学 1976
- 『日本食物文化の起源』自由国民社 1981
- 『食べすぎる日本人』三一新書 1982
- 『レオン革命』総合食品研究所 1983
- 『日本型食生活の歴史』農山漁村文化協会 1982　新泉社、1993
- 『世界史に探る日本型食生活 欧米化と過剰栄養への警告』同文書院 おはなし食物学 1984
- 『砂糖をとりすぎる日本人』三一新書 1985
- 『パン食文化と日本人 オリエントからジパングへの道』新泉社 1985
- 『パンの日本史 食文化の西洋化と日本人の知恵』ジャパンタイムズ 1989
- 『ものと人間の文化史 パン』法政大学出版局 1996
- 『必ず儲かる中村屋式商法のすべて おかみさんベーカリー奮戦記 実験ずみ』パンニュース社 1992

出雲の古代史
- 『出雲王朝は実在した 最古の統一王朝をさぐる』新泉社 1985
- 『原日本統一政権の成立 出雲朝廷と大和朝廷』新泉社 1986
- 『出雲王朝の軌跡を辿る 草原の中つ国とその時代』新泉社 1991
- 『出雲神在月の謎にせまる』三一書房 1992
- 『弥生文化のルーツは出雲だ 倭韓連合国家論』新泉社 1992
- 『出雲の大神と日本建国』新泉社 1994
- 『大和は出雲の後継である』新泉社 1997

共著
- 『最新パンの作り方』外岡和雄共著 食と生活社 1947

## 注
1. ↑  “安達, 巌, 1906-2002 - Web NDL Authorities (国立国会図書館典拠データ検索・提供サービス)”.   国立国会図書館. 2024年10月15日閲覧。
2. ↑  『パン食文化と日本人』『著者と一時間』『朝日新聞』1985年3月25日
3. ↑  『現代日本人名録』1987年